# Laurent Hilaire
Scènes principales
Opéra national de Paris 
Théâtre Stanislavski de Moscou
Laurent Hilaire, né  le 8 novembre 1962 à Paris, est un danseur, maître de ballet et directeur de ballet français.
Il est étoile du ballet de l'Opéra de Paris, nommé le 2 novembre 1985 par Rudolf Noureev.
Laurent Hilaire devient Maître de ballet à l'Opéra national de Paris à partir de 2005. Succédant à Patrice Bart, Il devient Maître de ballet associé à la direction entre 2011 et 2014.
À partir du 1er janvier 2017 et jusqu‘en février 2022, il était directeur du ballet du Théâtre Stanislavski et Némirovitch-Dantchenko ou bien du « Théâtre académique musical de Moscou », en russe le MAMT - Московский академический музыкальный театр. Il en démissionne le 27 février 2022 à la suite du conflit russo-ukrainien.
En mai 2022 il était nommé directeur du Ballet d'État de Bavière, la compagnie du Théâtre national à Munich.

## Les débuts
Laurent Hilaire commence comme gymnaste et participe à des compétitions avant de se tourner vers la danse.
Il commence sa formation au Conservatoire d'Epinay sur Seine (93), sous la houlette de Jocelyne Huriel-Heurtebise.
Il est élève au lycée Racine (Paris).

## À l'École de danse de l'Opéra de Paris
En 1975, à 13 ans, Laurent Hilaire entre à l'école de danse de l'Opéra de Paris.

## Au Ballet de l'Opéra de Paris
Il est engagé dans le corps de ballet de l'Opéra National de Paris en 1979, à 17 ans.
Laurent Hilaire est promu quadrille en 1980, coryphée en 1981 et sujet en 1983.

## Danseur étoile
Sans passer par le grade de premier danseur, Laurent Hilaire est nommé étoile le 2 novembre 1985 par Rudolf Noureev à l'issue d'une représentation du Lac des cygnes de Vladimir Bourmeister.
Laurent Hilaire fait partie des danseurs de l'Opéra de Paris nommés étoiles par Rudolf Noureev, avec Élisabeth Platel, Sylvie Guillem, Isabelle Guérin, Élisabeth Maurin et Manuel Legris parfois appelés les « bébés Noureev» ou la « génération Noureev ».

## Sur scène
Durant toute sa carrière, Laurent Hilaire demeure un grand interprète, passant dans tous les grands rôles du répertoire comme Raymonda, La Bayadère, Roméo et Juliette, Le Lac des cygnes, La Belle au bois dormant, Don Quichotte, Petrouchka, Le Parc, Casse-Noisette, Giselle   et bien d'autres ballets, dans lesquels il reste toujours aussi prestigieux tant par sa technique que par son interprétation.
En 1992, il participe à la création de La Bayadère avec Noureev, interprétant par la suite le rôle de Solor.
Le 14 février 2007, Laurent Hilaire fait ses adieux officiels à la scène dans le rôle-titre d’Apollon (George Balanchine) aux côtés d’Agnès Letestu  et dans le Chant du compagnon errant de Maurice Béjart avec Manuel Legris.
Il reconnaît avoir connu de grandes émotions en dansant Carmen de Roland Petit et en travaillant avec Kylian, Robbins, Forsythe, Cunningham parmi d'autres.

## Maître de ballet
En mars 2005, il devient Maître de ballet aux côtés de Patrice Bart à l'Opéra de Paris. Il continue à danser occasionnellement jusqu'en 2008. En 2011, il prend la succession de Patrick Bart comme Maître de ballet associé à la Direction de la Danse. Au départ de la directrice de la Danse de l'Opéra de Paris Brigitte Lefèvre en 2014, celle-ci suggère au directeur de l'Opéra Stéphane Lissner de nommer Laurent Hilaire à sa succession, mais le choix de ce dernier se porta sur Benjamin Millepied.
En mai 2014, Laurent Hilaire annonce à son tour son départ de l'Opéra de Paris et laisse son poste à Clotilde Vayer.

## Directeur du ballet Stanislavski de Moscou
À partir du 1er janvier 2017, Laurent Hilaire devient directeur artistique de la compagnie de ballet du théâtre Musical Stanislavski et Némirovitch-Dantchenko de Moscou. Il annonce la programmation de sa première soirée mixte prévue en juillet 2017. Trois ballets, essentiels pour lui, sont dansés : Petite Mort (Jiri Kilian), Suite en blanc (Serge Lifar) et The Second Detail (William Forsythe).
Laurent Hilaire a annoncé son départ « au vu de la situation géopolitique» le 27 février 2022. Il est remplacé par un jeune chorégraphe de 24 ans, Maxime Sevaguine.

## Vie privée
Laurent Hilaire est père de deux filles, Juliette et Valentine, toutes deux passées par l'école de danse de l'Opéra de Paris. La plus âgée, Juliette, dont la mère est son ex-femme Corinne Schmitt, ancienne danseuse de l'Opéra de Paris,, est danseuse du Ballet de l'Opéra de Paris. Elle est promue coryphée le 9 novembre 2011.

## Filmographie
- La Danse (Wiseman), Documentaire, 2009
- Tout près des étoiles (Tavernier), Documentaire, 2001
- Le Parc (Preljocaj), 1999
- Hasards et Coïncidences (Lelouch), 1997
- Notre-Dame de Paris (Petit), 1996 : rôle de Frollo
- La Bayadère (Noureev), 1994 : rôle de Solor
- Casse-Noisette (Noureev), 1988 : rôle de Drosselmeyer/Le Prince

## Distinctions

### Décorations
- Commandeur de l'ordre des Arts et des Lettres
- Chevalier de la Légion d'honneur

### Récompenses
- 1985 : Prix du Cercle Carpeaux
- 2004 : Prix Benois de la danse
- 2007 : Prix Benois honorifique pour l'ensemble de sa carrière